# World Club Challenge 2020
El World Club Challenge de 2020 fue la vigésimo octava edición del torneo de rugby league más importante de clubes a nivel mundial.

## Formato
Se enfrentan los campeones del año anterior de las dos ligas más importantes de rugby league del mundo, la National Rugby League y la Super League.

## Participantes
| Liga                       | Ganador         |
| -------------------------- | --------------- |
| National Rugby League 2019 | Sydney Roosters |
| Super League XXIV          | St Helens RFC   |

## Encuentro
| 22 de febrero de 2020 | St Helens RFC | 12 - 20 | Sydney Roosters | Totally Wicked Stadium, Saint Helens |  |
|                       |               |         |                 | Asistencia: 16 108 espectadores      |  |

| Bandera de Australia    |
| Campeón Sydney Roosters |
| Quinto título           |